# Dačická kotlina
Dačická kotlina je geomorfologický podcelek Křižanovské vrchoviny rozkládající se na území okresu Jihlava. Protáhlá sníženina se svahy se rozkládá ve směru severoseverovýchod–jihojihozápad. Tvoří ji ruly a žuly. Střední výška činí 527,6 m. Kotlinou protéká Moravská Dyje. Dno je pokrytou zbytky neogenních jezerních usazenin. Nejvyšším bodem je Ivanův kopec (644 m), který se nachází půl kilometru od obce Vanov. Převažují pole a louky, vyskytují se zde rovněž louky s vlhkomilnými druhy a lesy ve složení smrk, borovice a bříza.